# 京都府議会
京都府議会（きょうとふぎかい）は、京都府に設置されている地方議会。

## 概要
- 定数：60人
- 任期：4年
- 選挙区：各市町村を選挙区とする中選挙区制（単記非移譲式）、1人区は小選挙区制
- 議長 - 荒巻隆三（自由民主党）
- 副議長 - 兎本和久（自由民主党）

## 歴史
京都府は7期28年に渡り蜷川虎三知事による革新府政が続いた日本共産党の牙城であり、一時期は共産党と自由民主党が中心となる反共陣営の激しい対立が続き、2人区は『自共指定席』とも呼ばれた（参議院京都府選挙区もそう呼ばれていた）。
2007年（平成19年）に行われた府議会議員選挙では、1人区の綾部市選挙区で民主党系候補が自民党候補を破るなどし、第2党に躍進した。このため一時期は、京都独自の「共産vs反共」という構図から、「自民vs民主vs共産」という構図になりつつあったが、2015年の府議会議員選挙では、民主党が前回改選比で5議席減となり第3党に後退、共産党は2人区の八幡市で初めて当選者を出すなどし3議席増となって第2党に躍進した。
2023年（令和5年）に行われた府議会議員選挙では、日本維新の会が現有から6議席増の9議席となり、3減で9議席の共産党と並ぶ第2党となった。さらに選挙後には、国民民主党が立憲民主党との統一会派である府民クラブから脱退し日本維新の会と統一会派を結成、共産党を上回る13議席で単独第2会派となった。

## 定数
- 60

## 委員会
| 委員会             | 定数 | 委員長             |
| ------------------ | ---- | ------------------ |
| 総務・警察         | 12   | 園崎弘道（自民）   |
| 府民環境・厚生     | 12   | 能勢昌博（自民）   |
| 文化・教育         | 12   | 北川剛司（府民）   |
| 危機管理・建設交通 | 12   | 藤山裕紀子（自民） |
| 農商工労働         | 12   | 中村正孝（自民）   |

※2021年5月19日現在。

## 事務局
- 議会事務局[5]
  - 総務課
  - 議事課
  - 委員会課

## 会派
2023年5月現在、自由民主党と公明党と立憲民主党系の会派である府民クラブの3会派が府政与党である。府政野党は共産党の1会派であり、国民民主党・日本維新の会は中間会派となっている。
| 会派名                                   | 議員数 | 所属党派                   | 女性議員数 | 女性議員の比率(%) |
| ---------------------------------------- | ------ | -------------------------- | ---------- | ----------------- |
| 自由民主党京都府議会議員団               | 27     | 自由民主党                 | 4          | 14.81             |
| 国民民主党・日本維新の会京都府議会議員団 | 12     | 京都維新の会9・国民民主党4 | 4          | 33.33             |
| 日本共産党京都府議会議員団               | 9      | 日本共産党                 | 3          | 33.33             |
| 府民クラブ京都府議会議員団               | 5      | 立憲民主党3・無所属2       | 2          | 40                |
| 公明党京都府議会議員団                   | 5      | 公明党                     | 0          | 0                 |
| 京都が好きだ                             | 1      | 無所属                     | 0          | 0                 |
| 欠員                                     | 1      |                            |            |                   |
| 合計                                     | 60     |                            | 13         | 22.03             |

※2024年（令和6年）2月4日現在。

## 選挙区・有権者数
| 選挙区                 | 定数 | 市町村           | 有権者数  |
| ---------------------- | ---- | ---------------- | --------- |
| 北区選挙区             | 3    | 京都市北区       | 91,807    |
| 上京区選挙区           | 2    | 京都市上京区     | 63,614    |
| 左京区選挙区           | 3    | 京都市左京区     | 125,260   |
| 中京区選挙区           | 3    | 京都市中京区     | 88,893    |
| 東山区選挙区           | 1    | 京都市東山区     | 26,431    |
| 山科区選挙区           | 3    | 京都市山科区     | 110,563   |
| 下京区選挙区           | 2    | 京都市下京区     | 64,990    |
| 南区選挙区             | 3    | 京都市南区       | 81,514    |
| 右京区選挙区           | 5    | 京都市右京区     | 162,487   |
| 西京区選挙区           | 3    | 京都市西京区     | 122,881   |
| 伏見区選挙区           | 6    | 京都市伏見区     | 226,614   |
| 福知山市選挙区         | 2    | 福知山市         | 63,526    |
| 舞鶴市選挙区           | 2    | 舞鶴市           | 67,494    |
| 綾部市選挙区           | 1    | 綾部市           | 27,754    |
| 宇治市・久世郡選挙区   | 5    | 宇治市・久世郡   | 166,832   |
| 城陽市選挙区           | 2    | 城陽市           | 64,284    |
| 宮津市・与謝郡選挙区   | 1    | 宮津市・与謝郡   | 34,699    |
| 亀岡市選挙区           | 2    | 亀岡市           | 73,540    |
| 向日市選挙区           | 1    | 向日市           | 47,342    |
| 長岡京市・乙訓郡選挙区 | 2    | 長岡京市・乙訓郡 | 80,565    |
| 八幡市選挙区           | 2    | 八幡市           | 58,527    |
| 京田辺市・綴喜郡選挙区 | 2    | 京田辺市・綴喜郡 | 70,491    |
| 京丹後市選挙区         | 1    | 京丹後市         | 45,494    |
| 南丹市・船井郡選挙区   | 1    | 南丹市・船井郡   | 38,699    |
| 木津川市・相楽郡選挙区 | 2    | 木津川市・相楽郡 | 100,535   |
| 計                     | 60   |                  | 2,107,625 |

1票の格差は1.85倍であり、京都市南区と木津川市・相楽郡選挙区間に於いて有権者数が少ない選挙区の方が議員定数が多くなる逆転現象が起きている。
※2021/9/1現在

### 沿革
- 2002年（平成15年）7月：議員定数を変更。「北区」「上京区」「宮津市・与謝郡」の定員削減。全体で65から62に減。
- 2007年（平成19年）4月：議員定数を変更。「京田辺市・綴喜郡」を1人→2人。「京丹後」を2人→1人[6]。
- 2011年（平成23年）4月：議員定数を変更。「西京区」を2人→3人。「南丹市・船井郡」2人→1人。「舞鶴市」3人→2人。「左京区」5人→4人[7]。
- 2015年（平成27年）4月：議員定数を変更。「左京区」を4人→3人。「宇治市・久世郡」を4人→5人。

## 主な京都府議会議員出身者
現職府議会議員
- 田中英夫 - 元衆議院議員、元亀岡市長
- 荒巻隆三 - 元衆議院議員
- 小原舞 - 元衆議院議員

衆議院議員（現職）
- 本田太郎 - 自由民主党
- 前原誠司 - 日本維新の会

参議院議員（現職）
- 西田昌司 - 自由民主党

元議員・その他
- 野中広務 - 元衆議院議員、元京都府副知事、元船井郡園部町長等
- 清水鴻一郎 - 元衆議院議員
- 山名靖英 - 元衆議院議員
- 玉置一徳 - 元衆議院議員
- 加地和 - 元衆議院議員
- 寺前巌 - 元衆議院議員
- 菱田嘉明 - 元衆議院議員、元八幡市長
- 奥田幹生 - 元衆議院議員、元京都市会議長
- 永末英一 - 元衆議院議員、元参議院議員、元京都市会議員、元民社党委員長
- 西田吉宏 - 元参議院議員、元府議会議長
- 倉林明子 - 元参議院議員
- 江守光起 - 元舞鶴市長
- 齋藤彰 - 前舞鶴市長
- 西口克己 - 元京都市会議員、小説家
- 山本覚馬 - 元議員、第1回京都府議会議員、初代議長
- 四方八洲男 - 前綾部市長
- 山本正 - 宇治市長
- 奥田敏晴 - 城陽市長
- 桂川孝裕 - 亀岡市長
- 大橋一夫 - 福知山市長
- 上村崇 - 京田辺市長